# Festuca igoschiniae
Festuca igoschiniae är en gräsart som beskrevs av Nikolai Nikolaievich Tzvelev. Festuca igoschiniae ingår i släktet svinglar, och familjen gräs. Inga underarter finns listade i Catalogue of Life.